# محمد السيد إسماعيل
محمد السيد إسماعيل (1962 -) هو شاعر وناقد مصري.

## حياته ونشأته
محمد السيد إسماعيل محمد، ولد سنة 1962 في قرية طحانوب مركز شبين القناطر بمحافظة القليوبية، تخرج في كلية دار العلوم جامعة القاهرة سنة1985، وحصل من نفس الكلية على درجة الماجستير في الدراسات الأدبية والدكتوراه.

## مسيرته
- عمل مدرساً للغة العربية بالمدارس الثانوية بعد تخرجه.

- بدأ في كتابة الشعر سنة 1977، ونشر العديد من قصائده ودراساته النقدية في المجلات المصرية والعربية.[5]

- شارك في العديد من المهرجانات الشعرية في الجامعات وقصور الثقافة.[6]

## مؤلفاته

### شعر[7]
- قدم إسماعيل أول ديوانية الشعرية تحت عنوان «كائنان في انتظار البعث»، وصدر عن الهيئة العامة للكتاب المصرية.[8]

- ديوانيه الثاني «الكلام الذي يقترب».

- ديوانه الثالث «استشراف إقامة ماضية».

- الرابع «تدريبات يومية».

- الخامس «قيامة الماء».

### أعماله المسرحية[9]
- السفينة.
- زيارة ابن حزم الأخيرة.
- وجوه التوحيدي.
- رقصة الحياة.

### نقد[10]
كتب العديد من الكتابات النقدية منها؛
- رؤية التشكيل قراءات تطبيقية في القصيدة الحديثة.

- الحداثة الشعرية في مصر.

- بناء فضاء المكان في القصة العربية القصيرة.

- غواية السرد.

## جوائز
حصل على العديد من الجوائز منها؛
- كرم أفضل ناقدا أدبيا في مؤتمر أدباء مصر.[5]

- اختياري أمينا عاما لمؤتمر القاهرة الكبرى وشمال الصعيد.

- اختياري شاعرا ضمن معجم البابطين.

- حصل على جائزة النقد الادبي من هيئة قصور الثقافة.

- حصل على جائزة الشعر من صندوق التنمية الثقافية.

- حصل على جائزة النقد الادبي من مجمع اللغة العربية بالقاهرة

- حصل على جائزة الشارقة للإبداع العربي من دائرة الشارقة بالإمارات.
- جائزة التميز في النقد الأدبي.[12]